# Draga Dejanović
Draga Dejanović właściwie Draga Dimitrijević-Dejanović, cyr. Драга Димитријевић Дејановић (ur. 30 sierpnia 1840 w Kanjižy, zm. 26 czerwca 1871 w Bečeju) – serbska aktorka, dziennikarka, nauczycielka i działaczka feministyczna.

## Życiorys
Urodziła się w rodzinie serbskiej, mieszkającej w Kanjižy (wówczas w Austrii). Była córką adwokata Živojina Dimitrijevicia i jego żony Sofiji.  Po ukończeniu szkoły w rodzinnej miejscowości Draga rozpoczęła naukę w Instytucie Vincikov w rumuńskiej Timișoarze. W wieku 13 lat musiała przerwać edukację z powodu problemów ze wzrokiem. Razem z rodziną przeniosła się do Bečeja, gdzie wbrew woli rodziców poślubiła młodego nauczyciela Mihajlo Dejanovicia. Dokończyła swoją edukację w węgierskim Peszcie, gdzie poznała grupę radykalnych politycznie studentów serbskich (Laza Kostić, Giga Gersić, Jovan Turoma). Wydawane w Peszcie czasopismo Danica publikowało pierwsze utwory poetyckie Dragi Dejanović, tam też zetknęła się z ideą równouprawnienia kobiet w zakresie edukacji. W 1869 wydała pierwszy tomik poezji - Spisi Drage Dejanović. Publikowała w czasopismach Jawor, Matica, Zastawa i Mlada Srbadija. Używała pseudonimu Драга Д-ћа. Pracowała także jako nauczycielka w szkole w Bečeju.
W latach 60. XIX w. Draga przyłączyła się do zespołu tworzącego Serbski Teatr Narodowy w Nowym Sadzie. Zadebiutowała na scenie 15 sierpnia 1862 rolą w sztuce Doktor Wespe Rodericha Benedixa. Rok później przeniosła się do Belgradu, gdzie zajęła się tłumaczeniem dramatów, wystawianych przez Teatr Narodowy. W 1864 powróciła do Bečeju, gdzie zamieszkała z mężem. W tym czasie napisała kilka prac poświęconych kwestii kobiecej w Serbii, w tym dzieło Emancipacija Srpkinje (Emancypacja Serbek). Kilka jej prac nie zostało opublikowanych, w tym sztuka teatralna Deoba Jakšića (Dziedzictwo Jakšićia) i studium z zakresu pedagogiki Mati (Matka).
W 1867 straciła syna, który zmarł w wieku niemowlęcym. Draga Dejanović zmarła w 1871, w czasie porodu córki.

## Pamięć
Wraz z Milicą Stojadinović jest uważana za jedną z pierwszych serbskich feministek. Krytyk literacki Jovan Skerlić nazywał Dragę Dejanović pierwszą serbską sufrażystką.

## Publikacje
- 1862: Зла срећа девојачка
- 1869: Списи Драге Дејановић (poezja)
- 1871: Две, три речи Српкињама (esej)
- 1871: Еманципација Српкиња (esej)
- 1871: Српским мајкама (esej)